# Grigorij Richters

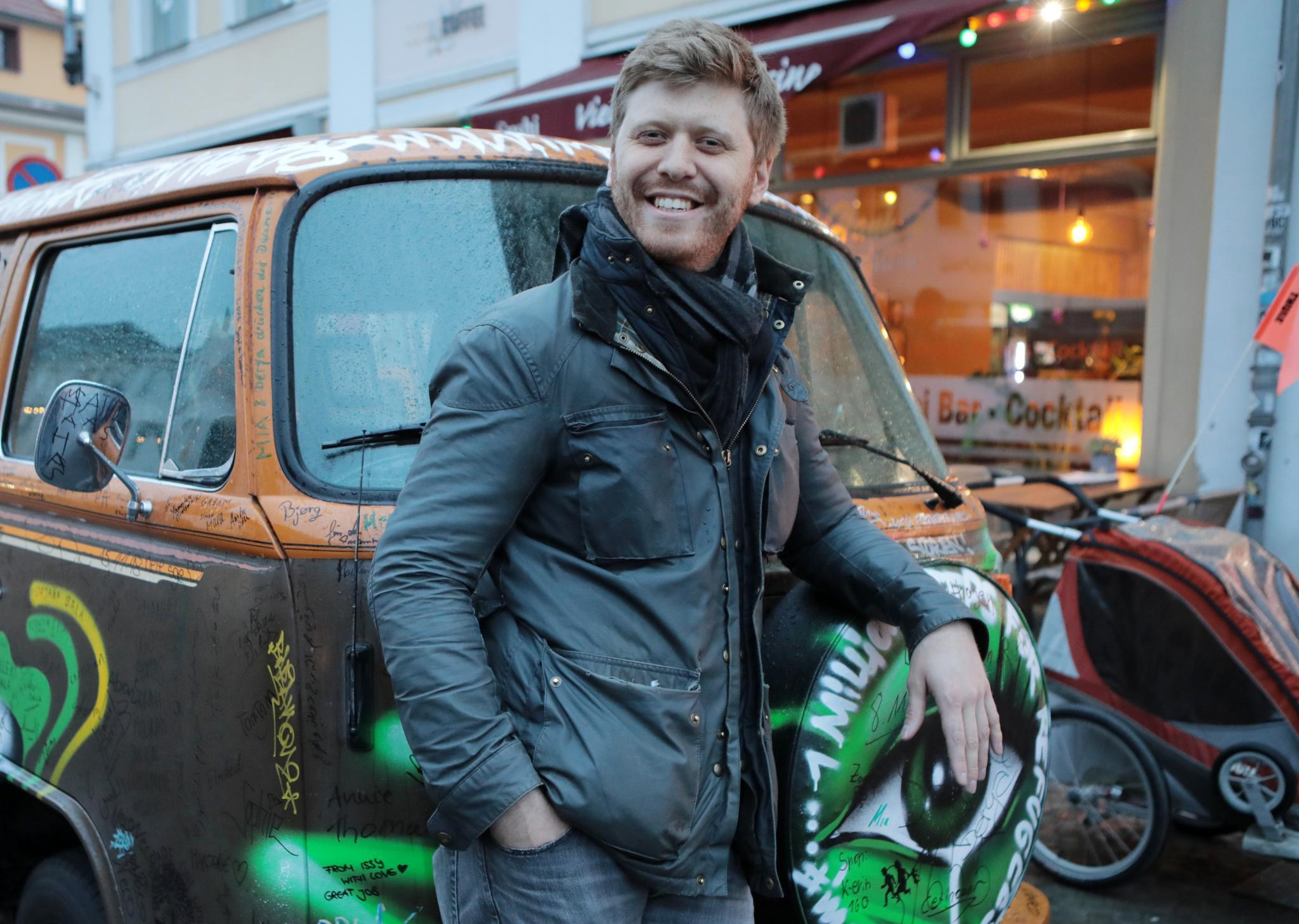
Grigorij Richters in Potsdam (2018)

Grigorij Richters (auch Grig oder Greg, * 21. Mai 1987 in Hamburg, Deutschland) ist ein deutscher Regisseur, Filmproduzent und Aktivist.

## Biografie
Richters begann mit sechs Jahren Kurzfilme zu drehen. In Hamburg besuchte er die Gelehrtenschule des Johanneums. 2003 zog Richters nach Großbritannien, wo er das Internat Hurtwood House besuchte. Dort machte er sein Abitur und gewann einen Regiepreis. 2004 produzierte er den Kurzfilm Dean’s Film, der auf verschiedenen Film-Veranstaltungen lief. Catherine Flemming spielte die weibliche Hauptrolle. Der Film wurde von Sony/ATV Music Publishing koproduziert.
2006 arbeitete Richters als Assistent für die Produzenten Jens Meurer und Judy Tossell bei deren Firma Egoli Tossell Film.
2010 zog Richters nach London, wo er bis 2014 für Kevin Spacey am Old Vic Theatre arbeitete. Mit Spacey produzierte er den Film Old Vic: Tunnels. Während dieser Zeit produzierte er auch seinen ersten abendfüllenden Spielfilm 51 Degrees North. Brian May schrieb die Musik für den Film. Der Film hatte seine Uraufführung beim Starmus Festival 2014 auf den Kanarischen Inseln. 2014 gründete er den Asteroid Day mit Queen-Gitarrist Brian May und dem Apollo 9-Astronaut Rusty Schweickart. Am 6. Dezember 2016 stimmten alle Mitglieder der Vereinten Nationen einstimmig für die Ernennung des 30. Juni zum Welt-Asteroiden-Tag. Die Internationale Astronomische Union benannte den Asteroiden 8664 Grigorijrichters nach Richters. Richters war Initiator für den Dokumentarfilm über den Aktivisten Stephen Sutton, bevor dieser 2014 verstarb. Der Film ist bis April 2019 noch nicht erschienen. Richters ging 2018 von Paris nach Berlin zu Fuß, machte dabei eine Million Schritte, um auf die Schicksale von knapp 1000 elternlosen Kindern aufmerksam zu machen, die derzeit in griechischen Flüchtlingslagern feststecken.
2022 gründete er XWECAN, eine PR und Kommunikations Agentur. Er arbeitete u. a. mit König Charles III., Keira Knightley und Whoopi Goldberg.